# Championnat de Bulgarie de football 1960-1961
Navigation
Saison précédente Saison suivante
La saison 1960-1961 du Championnat de Bulgarie de football était la 37e édition du championnat de première division en Bulgarie. Les 14 meilleurs clubs du pays se retrouvent au sein d'une poule unique, la Vissha Professionnal Football League, où ils s'affrontent deux fois, à domicile et à l'extérieur. À l'issue du championnat, les deux derniers du classement sont directement relégués en D2 et remplacés par les deux meilleurs clubs de deuxième division.
C'est le CDNA Sofia, champion en titre, qui remporte la compétition en terminant en tête du championnat, avec 10 points d'avance sur le Levski Sofia et 11 sur le Botev Plovdiv. Il s'agit du 12e titre de champion de Bulgarie de l'histoire du club, qui réussit le doublé en battant le FK Spartak Varna en finale de la Coupe de Bulgarie.
À compter de cette saison, le vainqueur de la Soviet Army Cup est qualifié pour la Coupe des Coupes.

## Les 14 clubs participants
| - PFK Levski Sofia - CDNA Sofia - Marek Stanke Dimitrov - Promu de D2 - Septemvri Sofia - FK Spartak Sofia - PFC Slavia Sofia - FK Spartak Varna | - Lokomotiv Sofia - Dunav Ruse - Cherno More Varna - Promu de D2 - Spartak Plovdiv - Beroe Stara Zagora - Promu de D2 - Botev Plovdiv - Minyor Dimitrovo |

## Compétition

### Classement
Le barème utilisé pour établir le classement est le suivant :
- Victoire : 3 points
- Match nul : 1 point
- Défaite : 0 point

| Rang | Équipe                  | Pts | J  | G  | N  | P  | Bp | Bc | Diff |
| ---- | ----------------------- | --- | -- | -- | -- | -- | -- | -- | ---- |
| 1    | CDNA Sofia T C          | 40  | 26 | 18 | 4  | 4  | 56 | 17 | +39  |
| 2    | Levski Sofia            | 30  | 26 | 10 | 10 | 6  | 45 | 33 | +12  |
| 3    | Botev Plovdiv           | 29  | 26 | 10 | 9  | 7  | 50 | 41 | +9   |
| 4    | Minyor Dimitrovo        | 28  | 26 | 9  | 10 | 7  | 36 | 39 | -3   |
| 5    | Marek Stanke Dimitrov P | 27  | 26 | 9  | 9  | 8  | 33 | 45 | -12  |
| 6    | Lokomotiv Sofia         | 26  | 26 | 9  | 8  | 9  | 33 | 29 | +4   |
| 7    | FK Spartak Varna        | 26  | 26 | 11 | 4  | 11 | 29 | 37 | -8   |
| 8    | Dunav Ruse              | 25  | 26 | 10 | 5  | 11 | 38 | 46 | -8   |
| 9    | Spartak Plovdiv         | 24  | 26 | 7  | 10 | 9  | 39 | 37 | +2   |
| 10   | Beroe Stara Zagora P    | 24  | 26 | 7  | 10 | 9  | 30 | 38 | -8   |
| 11   | Slavia Sofia            | 23  | 26 | 8  | 7  | 11 | 33 | 37 | -4   |
| 12   | Cherno More Varna P     | 23  | 26 | 8  | 7  | 11 | 33 | 37 | -4   |
| 13   | FK Spartak Sofia        | 22  | 26 | 8  | 6  | 12 | 39 | 35 | +4   |
| 14   | Septemvri Sofia         | 17  | 26 | 5  | 7  | 14 | 33 | 56 | -23  |

|  | Qualification pour la Coupe des clubs champions 1961-1962                                |
|  | Qualification pour la Coupe des Coupes 1961-1962                                         |
|  | Relégation en deuxième division                                                          |
|  | T : Tenant du titre C : Vainqueur de la Coupe de Bulgarie P : Promu de deuxième division |

## Bilan de la saison
| Championnat de Bulgarie de football 1960-1961 |                        |
| Champion                                      | CDNA Sofia (12e titre) |
| Coupes et trophées                            |                        |
| Vainqueur de la Coupe de Bulgarie 1960-1961   | CDNA Sofia             |
| Qualifications continentales                  |                        |
| Coupe des clubs champions 1961-1962           | CDNA Sofia             |
| Coupe des Coupes 1961-1962                    | FK Spartak Varna       |
| Promotions et relégations                     |                        |
| Promus en Vissha PFL                          | PFK Spartak Pleven     |
| Promus en Vissha PFL                          | Lokomotiv Plovdiv      |
| Relégués en B PFL                             | FK Spartak Sofia       |
| Relégués en B PFL                             | Septemvri Sofia        |